# 28. domobranska pješačka pukovnija
28. domobranska osječka pješačka pukovnija (Osjeker Landwehr-Infanterie-Regiment Nr.28, Eszéki 28. honvéd gyalogezred) bila je pukovnija u sastavu Kraljevskog hrvatskog domobranstva. Stožer pukovnije bio je u Osijeku. I., II. i III. bojna bile su također stacionirane u Osijeku.

## Povijest
Osnovana je 1889. iz 28. pješačke polubrigade, koja je ustrojena 1874. iz 82., 91. i 92. domobranske satnije.
Zapovjednik pukovnije 1914. bio je pukovnik Julije Simonović. Iste godine uključena je u 42. domobransku pješačku "Vražju" diviziju. Divizija je bila pod zapovjedništvom general-pukovnika Stjepana Sarkotića. To je jedna od najpoznatijih vojnih postrojba hrvatske ratne prošlosti. Svoj ratni put počela je na srbijanskom ratištu, u Srijemu, kao dio snaga prvog udara. Kasnije sudjeluje u bitkama na Ceru i Kolubari, a zatim je upućena u Galiciju. Početkom 1918. godine bila je prebačena na talijansko ratište, gdje ostaje do kraja rata. Divizija se posebno istaknula 1915. prilikom zauzimanja Crne Gore.

## Sastav
1914. narodnosni sastav je bio sljedeći: 96% Hrvata i Srba te 4% ostalih.

## Raspuštanje
Stvaranjem Države Slovenaca, Hrvata i Srba pokrenut je krajem 1918. proces demobilizacije u kojem je raspušteno Hrvatsko domobranstvo. Raspuštanje domobranstva počelo je u studenome 1918. i nastavilo se u prvim mjesecima 1919. Početkom siječnja 1919. naređeno je ukidanje 28. pješačke pukovnije (kao i onih iz zajedničke austrougarske vojske).

## Vanjske poveznice
- Svjedočenje Ivana Fuersta, sudionika postrojbe[neaktivna poveznica]